# Unterseeboot 106 (1940)
Pour les articles homonymes, voir Unterseeboot 106.
L'Unterseeboot 106 (ou U-106) est un sous-marin allemand de type IX.B de la Kriegsmarine de la Seconde Guerre mondiale.

## Historique
Il quitte Kiel pour sa première patrouille sous les ordres de l'Oberleutnant zur See Jürgen Oesten le 4 janvier 1941. Après 38 jours et deux navires coulés pour un total de 13 540 tonneaux, il rejoint la base sous-marine de Lorient le 10 février 1941.
Sa deuxième patrouille se déroule du 26 février au 17 juin 1941, soit 112 jours en mer, marquant sa patrouille la plus longue et la plus victorieuse. Il coule huit navires pour un total de 46 488 tonneaux et en endommage deux autres pour un total de 39 095 tonneaux. Ces bons résultats valent à l'Oberleutnant zur See Jürgen Oesten d'être promu au grade de Kapitänleutnant le 1er mars 1941 et d'être récompensé par la Croix de chevalier de la Croix de fer le 26 mars 1941.
Le bateau quitte Lorient le 11 août 1941 pour sa troisième patrouille ; après 32 jours en mer, il rejoint son port d'attache le 11 septembre 1941 sans succès.
Le 20 octobre 1941, le Kapitänleutnant Jürgen Oesten passe le commandement de l'U-106 à l'Oberleutnant zur See Hermann Rasch.
La quatrième patrouille se déroule du 21 octobre au 22 novembre 1941, soit 33 jours en mer, avec un navire coulé de 5 120 tonneaux et un navire endommagé de 8 246 tonneaux.
Sa cinquième patrouille, du 3 janvier au 22 février 1942, soit 51 jours en mer, augmente ses résultats de cinq navires coulés pour un total de 42 139 tonneaux. Une semaine après son retour de patrouille, le 1er mars 1942, l'Oberleutnant zur See Hermann Rasch est promu au grade de Kapitänleutnant.
Sa sixième patrouille du 15 avril au 29 juin 1942, soit 76 jours en mer, augmente encore ses résultats de cinq navires coulés pour un total de 29 154 tonneaux et d'un navire endommagé de 4 639 tonneaux.
Sa septième patrouille du 25 au 29 juillet 1942, soit cinq jours en mer, est écourtée à la suite d'une attaque. Le 27 juillet à 15 heures 30, l'U-Boot est mitraillé et bombardé par un avion Vickers Wellington de la RAF (No. 311 Squadron RAF (en)/A) dans le golfe de Gascogne, tuant le premier officier de quart, l'Oberleutnant zur See Günter Wissmann, et blessant le Commandant. L'U-106 avait quitté Lorient deux jours plus tôt et est alors forcé d'y retourner.
Sa huitième patrouille du 22 septembre au 26 décembre 1942, soit 96 jours en mer, accroît ses résultats d'un navire coulé de 2 140 tonneaux. Trois jours plus tard, le 29 décembre, le Kapitänleutnant Hermann Rasch reçoit la Croix de chevalier de la Croix de fer.
Sa neuvième patrouille du 17 février au 4 avril 1943, soit 47 jours en mer, s'achève sans succès.
Le 20 juin 1943, le Kapitänleutnant Hermann Rasch passe le commandement de l'U-106 à l'Oberleutnant zur See Wolf-Dietrich Damerow.
Au cours de sa dixième patrouille, ayant quitté Lorient le 28 juillet 1943 et après six jours en mer, l'U-106 est coulé le 2 août 1943 par des charges de profondeur lancées d'avions britanniques et australiens au nord-est du cap Ortegal en Espagne, à une position géographique de 46° 55′ N, 11° 55′ O. Après avoir été endommagé par l'attaque d'un Wellington du No. 407 Squadron RCAF (en), l'U-106 essaye de rejoindre un S-boot (navire de surface lance-torpilles allemand ou vedette lance-torpilles) ; il est repéré par un hydravion Sunderland britannique du 228 Squadron (en) piloté par le Flying officer Reader Hanbury. Malgré l'utilisation de ses armes anti-aériennes, l'U-106 est coulé par un autre Sunderland du No. 461 Squadron RAAF (en) piloté par le Flight lieutenant A. F. Clarke.

Suivant les témoignages des équipages et les photographies prises lors de l'attaque, l'U-Boot a partiellement explosé avant de couler verticalement. 
22 des 48 hommes d'équipage meurent dans cette attaque ; les 26 survivants sont repêchés plus tard par un S-Boot allemand.

## Affectations
- 2. Unterseebootsflottille du 24 septembre 1940 au 31 décembre 1940 à Kiel pendant sa période de formation ;
- 2. Unterseebootsflottille du 1er janvier 1940 au 2 août 1943 à la base sous-marine de Lorient en tant qu'unité combattante.

## Commandement
- Kapitänleutnant Jürgen Oesten du 24 septembre 1940 au 19 octobre 1941 ;
- Kapitänleutnant Hermann Rasch du 20 octobre 1942 jusqu'en avril 1943 ;
- Oberleutnant zur See Wolf-Dietrich Damerow du 20 juin 1943 au 2 août 1943.

## Patrouilles
|       | Commandant                  | Départ            | Départ  | Arrivée           | Arrivée | Jours     | Succès    |
| ----- | --------------------------- | ----------------- | ------- | ----------------- | ------- | --------- | --------- |
| 1     | Oblt. Jürgen Oesten         | 4 janvier 1941    | Kiel    | 10 février 1941   | Lorient | 38 jours  | 13 540    |
| 2     | Oblt. Jürgen Oesten         | 26 février 1941   | Lorient | 17 juin 1941      | Lorient | 112 jours | 85 583    |
| 3     | Kptlt. Jürgen Oesten        | 11 août 1941      | Lorient | 11 septembre 1941 | Lorient | 32 jours  |           |
| 4     | Oblt. Hermann Rasch         | 21 octobre 1941   | Lorient | 22 novembre 1941  | Lorient | 33 jours  | 13 366    |
| 5     | Oblt. Hermann Rasch         | 3 janvier 1942    | Lorient | 22 février 1942   | Lorient | 51 jours  | 42 139    |
| 6     | Kptlt. Hermann Rasch        | 15 avril 1942     | Lorient | 29 juin 1942      | Lorient | 76 jours  | 33 793    |
| 7     | Kptlt. Hermann Rasch        | 25 juillet 1942   | Lorient | 29 juillet 1942   | Lorient | 5 jours   |           |
| 8     | Kptlt. Hermann Rasch        | 22 septembre 1942 | Lorient | 26 décembre 1942  | Lorient | 96 jours  | 2 140     |
| 9     | Kptlt. Hermann Rasch        | 17 février 1943   | Lorient | 4 avril 1943      | Lorient | 47 jours  |           |
| 10    | Oblt. Wolf-Dietrich Damerow | 28 juillet 1943   | Lorient | 2 août 1943       | Coulé   | 6 jours   |           |
| Total | Total                       | Total             | Total   | Total             | Total   | 496 jours | 190 561 t |

Note : Oblt. = Oberleutnant zur See - Kptlt. = Kapitänleutnant

### Opérations Wolfpack
L'U-106 a opéré avec les Wolfpacks (meutes de loup) suivantes durant sa carrière opérationnelle :
1. Raubritter (1er novembre 1941 - 15 novembre 1941) ;
2. Westwall (1er décembre 1942 - 16 décembre 1942) ;
3. Unverzagt (12 mars 1943 - 22 mars 1943).

## Navires coulés
- L'Unterseeboot 106 a coulé 22 navires pour un total de 138 581 tonneaux et a endommagé 2 navires pour un total de 12 634 tonneaux, 1 navire de guerre auxiliaire de 8 246 tonneaux et 1 navire de guerre de 31 100 tonneaux au cours des 10 patrouilles (496 jours en mer) qu'il effectua.

| Date            | Nom                | Nationalité | Tonnage (GRT) | Convoi | Fait      | Localisation         | Décès   |
| --------------- | ------------------ | ----------- | ------------- | ------ | --------- | -------------------- | ------- |
| 17 janvier 1941 | Zealandic          | Royaume-Uni | 10 578        |        | Coulé     | 58° 17′ N, 20° 26′ O | 73      |
| 29 janvier 1941 | Sesostris          | Égypte      | 2 962         | SC-19  | Coulé     | 56° 00′ N, 15° 14′ O | Inconnu |
| 11 mars 1941    | Memnon             | Royaume-Uni | 7 506         |        | Coulé     | 20° 25′ N, 21° 00′ O | 5       |
| 16 mars 1941    | Almkerk            | Pays-Bas    | 6 810         |        | Coulé     | 13° 13′ N, 20° 15′ O | 0       |
| 17 mars 1941    | Andalusian         | Royaume-Uni | 3 082         | SL-68  | Coulé     | 14° 20′ N, 21° 04′ O | 0       |
| 17 mars 1941    | Tapanoeli          | Pays-Bas    | 7 034         | SL-68  | Coulé     | 15° 34′ N, 20° 29′ O | 0       |
| 20 mars 1941    | HMS Malaya         | Royaume-Uni | 31 100        | SL-68  | Endommagé | 20° 01′ N, 25° 30′ O | Inconnu |
| 20 mars 1941    | Meekerk            | Pays-Bas    | 7 995         | SL-68  | Endommagé | 20° 00′ N, 26° 00′ O | Inconnu |
| 24 mars 1941    | Eastlea            | Royaume-Uni | 4 267         |        | Coulé     | 16° 11′ N, 22° 03′ O | 37      |
| 30 mai 1941     | Silveryew          | Royaume-Uni | 6 373         |        | Coulé     | 16° 25′ N, 25° 17′ O | 1       |
| 31 mai 1941     | Clan Macdougall    | Royaume-Uni | 6 843         |        | Coulé     | 16° 30′ N, 25° 06′ O | 2       |
| 6 juin 1941     | Sacramento Valley  | Royaume-Uni | 4 573         | OB-324 | Coulé     | 17° 06′ N, 30° 06′ O | 3       |
| 28 octobre 1941 | King Malcolm       | Royaume-Uni | 5 120         | SC-50  | Coulé     | 51° 17′ N, 28° 18′ O | 38      |
| 30 octobre 1941 | USS Salinas        | Royaume-Uni | 8 246         | ON-28  | Endommagé | 46° 34′ N, 37° 28′ O | Inconnu |
| 24 janvier 1942 | Empire Wildebeeste | Royaume-Uni | 5 631         | ON-53  | Coulé     | 39° 18′ N, 59° 32′ O | 9       |
| 26 janvier 1942 | Traveller          | Royaume-Uni | 3 963         |        | Coulé     | 40° 00′ N, 61° 27′ O | 52      |
| 30 janvier 1942 | Rochester          | USA         | 6 836         |        | Coulé     | 37° 06′ N, 73° 35′ O | 4       |
| 3 février 1942  | Amerikaland        | Suède       | 15 355        |        | Coulé     | 36° 22′ N, 74° 06′ O | 5       |
| 6 février 1942  | Opawa              | Royaume-Uni | 10 354        |        | Coulé     | 38° 13′ N, 61° 08′ O | 56      |
| 5 mai 1942      | Lady Drake         | Canada      | 7 985         |        | Coulé     | 35° 26′ N, 64° 26′ O | 12      |
| 21 mai 1942     | SS Faja de Oro     | Mexique     | 6 067         |        | Coulé     | 23° 18′ N, 84° 14′ O | 10      |
| 26 mai 1942     | Carrabulle         | USA         | 5 030         |        | Coulé     | 26° 11′ N, 89° 13′ O | 22      |
| 27 mai 1942     | Atenas             | USA         | 4 639         |        | Endommagé | 25° 30′ N, 89° 03′ O | 0       |
| 28 mai 1942     | Mentor             | Royaume-Uni | 7 383         |        | Coulé     | 24° 07′ N, 87° 01′ O | 4       |
| 1er juin 1942   | Hampton Roads      | USA         | 2 689         |        | Coulé     | 22° 27′ N, 85° 08′ O | 5       |
| 11 octobre 1942 | Waterton           | Royaume-Uni | 2 140         | BS-31  | Coulé     | 47° 04′ N, 59° 32′ O | 0       |